# Queen of Time
Queen of Time je trinajsti studijski album finske Heavy Metal skupine Amorphis, izdan leta 2018.

## Seznam pesmi
1. The Bee – 5.31
2. Message in the Amber – 6.44
3. Daughter of Hate – 6.20
4. The Golden Elk – 6.23
5. Wrong Direction – 5.09
6. Heart of the Giant – 6.33
7. We Accursed – 5.00
8. Grain of Sand – 4.45
9. Amongst Stars – 4.50
10. Pyres on the Coast – 6.19